# Расширение поля
Расшире́ние по́ля (реже употребляется термин надполе) {\displaystyle K} — поле {\displaystyle E}, содержащее данное поле {\displaystyle K} в качестве подполя. Исследование расширений является важной задачей теории полей, так как любой гомоморфизм полей является расширением.

## Базовые определения
Если {\displaystyle E} — поле, его подполе — это его подмножество {\displaystyle K}, замкнутое относительно сложения и умножения, взятия обратного и противоположного элементов и содержащее единицу, на котором введены те же операции, что и в поле {\displaystyle E}. В этом случае {\displaystyle E} называется расширением поля {\displaystyle K}, заданное расширение обычно обозначают {\displaystyle E\supset K} (также используются обозначения {\displaystyle E/K} и {\displaystyle K\subset E}). Любой гомоморфизм полей инъективен, то есть является вложением. Из этого следует, что задание конкретного расширения {\displaystyle E\supset K} эквивалентно заданию гомоморфизма {\displaystyle f:K\to E}.
Если задано расширение {\displaystyle E\supset K} и подмножество {\displaystyle S} поля {\displaystyle E}, то наименьшее подполе {\displaystyle E}, содержащее {\displaystyle K} и {\displaystyle S}, обозначается {\displaystyle K(S)} и называется полем, порождённым множеством {\displaystyle S} над полем {\displaystyle K}. Расширения, порождённые одним элементом, называются простыми расширениями, а расширения, порождённые конечным множеством — конечно порождёнными расширениями. Элемент, порождающий простое расширение, называется примитивным элементом.
Для любого расширения {\displaystyle E\supset K} поле {\displaystyle E} является векторным пространством над полем {\displaystyle K}. В этой ситуации элементы {\displaystyle E} можно понимать как «векторы», а элементы {\displaystyle K} — как «скаляры», умножение вектора на скаляр задаётся операцией умножения в поле {\displaystyle E}. Размерность этого векторного пространства называется степенью расширения и обозначается {\displaystyle [E:K]}. Расширение степени 1 называется тривиальным, расширения степени 2 и 3 — квадратичными и кубическими соответственно. Расширение конечной степени называют конечным, в противном случае — бесконечным.

## Примеры
Поле комплексных чисел {\displaystyle \mathbb {C} } является расширением поля действительных чисел {\displaystyle \mathbb {R} }. Это расширение конечно: {\displaystyle [\mathbb {C} :\mathbb {R} ]=2}, так как {\displaystyle (1,i)} является базисом. В свою очередь, поле действительных чисел является расширением поля рациональных чисел; степень этого расширения равна мощности континуума, поэтому это расширение бесконечно.
Множество {\displaystyle \{a+b{\sqrt {2}}\mid a,b\in \mathbb {Q} \}} является расширением поля {\displaystyle \mathbb {Q} }, которое, очевидно, является простым. Конечные расширения {\displaystyle \mathbb {Q} } называются алгебраическими числовыми полями и являются важным объектом изучения алгебраической теории чисел.
Обычная процедура построения расширения данного поля, позволяющая добавить в него корень многочлена {\displaystyle f(x)} — это взятие факторкольца кольца многочленов по главному идеалу, порожденному {\displaystyle f(x)}. Например, пусть поле {\displaystyle K} не содержит корня уравнения {\displaystyle x^{2}=-1}. Следовательно, многочлен {\displaystyle x^{2}+1} является неприводимым в {\displaystyle K}, следовательно, идеал {\displaystyle (x^{2}+1)} — максимальный, а значит факторкольцо {\displaystyle K[x]/(x^{2}+1)} является полем. Это поле содержит корень уравнения {\displaystyle x^{2}+1=0} — образ многочлена {\displaystyle x} при отображении факторизации. Повторив подобную процедуру несколько раз, можно получить поле разложения данного многочлена, то есть поле, в котором данный многочлен раскладывается на линейные множители.

## Алгебраичность и трансцендентность
Пусть {\displaystyle E} — расширение поля {\displaystyle K}. Элемент {\displaystyle E} называется алгебраическим над {\displaystyle K}, если он является корнем ненулевого многочлена с коэффициентами в {\displaystyle K}. Элементы, не являющиеся алгебраическими, называются трансцендентными. Например, для расширения {\displaystyle \mathbb {C} \supset \mathbb {R} } мнимая единица является алгебраическим числом, так как удовлетворяет уравнению {\displaystyle x^{2}+1=0}.
Особенно важен частный случай расширений {\displaystyle \mathbb {C} \supset \mathbb {Q} }: термины алгебраическое число и трансцендентное число (без указания основного поля) употребляют именно для случая данного расширения.
Если каждый элемент расширения {\displaystyle E\supset K} является алгебраическим над {\displaystyle K}, {\displaystyle E\supset K} называется алгебраическим расширением. Неалгебраические расширения называются трансцендентными.
Подмножество {\displaystyle S} поля {\displaystyle E} называется алгебраически независимым над {\displaystyle K}, если не существует ненулевого многочлена (от конечного числа переменных) с коэффициентами в {\displaystyle K}, такого, что при подстановке в него конечного подмножества чисел из {\displaystyle S} получится ноль. Наибольшая мощность алгебраически независимого множества называется степенью трансцендентности данного расширения. Для любого расширения можно найти алгебраически независимое множество {\displaystyle S}, такое что {\displaystyle E\supset K(S)} является алгебраическим расширением. Множество {\displaystyle S}, удовлетворяющее этому условию, называется базисом трансцендентности данного расширения. Все базисы трансцендентности имеют одинаковую мощность, равную степени транцендентности расширения.
Простое расширение является конечным, если порождается алгебраическим элементом. В противном случае единственные элементы {\displaystyle E\supset K}, являющиеся алгебраическими над {\displaystyle K} — это сами элементы {\displaystyle K}.

## Расширения Галуа
Алгебраическое расширение {\displaystyle E\supset K} называется нормальным, если каждый неприводимый многочлен {\displaystyle f(x)} над {\displaystyle K}, имеющий хотя бы один корень в {\displaystyle E}, разлагается в {\displaystyle E} на линейные множители.
Алгебраическое расширение {\displaystyle E\supset K} называется сепарабельным, если каждый элемент {\displaystyle E} является сепарабельным, то есть его минимальный многочлен не имеет кратных корней. В частности, теорема о примитивном элементе утверждает, что любое конечное сепарабельное расширение имеет примитивный элемент (то есть является простым расширением). Расширение Галуа — это расширение, являющееся одновременно сепарабельным и нормальным.
Для любого расширения {\displaystyle E\supset K} можно рассмотреть группу автоморфизмов поля {\displaystyle E}, действующих тождественно на поле {\displaystyle K}. Когда расширение является расширением Галуа, эта группа называется группой Галуа данного расширения.
Для расширения {\displaystyle E\supset K} часто бывает полезно описать промежуточные поля (то есть подполя {\displaystyle E}, содержащие {\displaystyle K}). Основная теорема теории Галуа утверждает, что существует биекция между множеством промежуточных полей и множеством подгрупп группы Галуа, обращающая порядок по включению.